# 権皓章
権 皓章（クォン・ホジャン、朝鮮語: 권호장/權皓章、1944年 - 2000年11月29日）は、大韓民国の政治家。第8代松炭市長、第6代平沢市長、第6代果川市長、元安養市副市長、元京畿道行政副知事・京畿道知事代理を歴任した。

## 経歴
京畿高等学校、ソウル大学校法学部卒。内務部行政管理担当官・地域政策課長などを務め、1992年1月31日から1993年1月17日までは第8代松炭市（現・平沢市）長、1994年1月3日から1994年10月5日までは第6代平沢市長、1994年10月6日から1995年6月30日までは第6代果川市長、1998年9月から2000年2月までは京畿道行政副知事を務めた。1999年9月、林昌烈京畿道知事の獄中決裁権制限により京畿道知事職務代理を務めた。
2000年に膵癌によりソウル大学校病院で死去。享年56。